# بخش پچنگسکی

Map of Pechengsky District

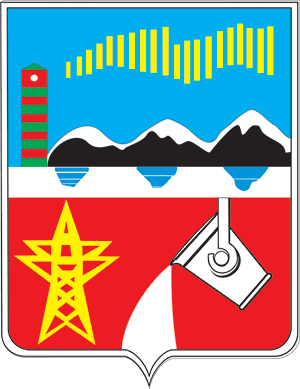
Coat of Arms of Pechengsky District

پچنگسکی (به روسی: Печенгский) یا پِتسامو (به فنلاندی: Petsamo) یکی از شهرستان‌های استان مورمانسک روسیه است.
مرکز این شهرستان شهر نیکِل است.
این شهرستان به خاطر وجود بندر غیر منجمد لیناخاماری (Liinakhamari) و معدن‌های فلز نیکل اهمیت دارد.